# Рижов Сергій Миколайович (археолог)
Рижов Сергій Миколайович (нар. 13 грудня 1949, Київ — 22 липня 2022) — український історик, археолог, кандидат історичних наук, дослідник трипільської культури.

## Життєпис
У 1975 р. закінчив Київський державний університет. Від 1972 — працював в Інституті археології: лаборантом, техніком-реставратором, старшим лаборантом, молодшим, старшим науковим співробітником.
Вивчав морфологічні, стилістичні й технологічні особливості трипільської кераміки, її відносну хронологію.
1999 — захистив дисертацію «Кераміка поселень трипільської культури Буго-Дніпровського межиріччя як історичне джерело».
Працював над проблемами структури спільноти Кукутень-Трипілля. Зокрема, виділив пам'ятки західнотрипільської культури та низку локально-хронологічних груп, на ґрунті кераміки простежував їх взаємовпливи.
Активний польовий дослідник — провів в експедиціях понад 40 сезонів, досліджував пам'ятки доби пізнього неоліту, енеоліту.
Від 1972 року брав участь у дослідженнях поселень-гігантів трипільської культури межиріччя Південного Бугу та Дніпра (Майданецьке, Тальянки) та менших поселень (Мошурів, Піщана, Чичиркозівка, Колодисте ІІ), пам'яток Подністер'я, Поділля та Східної Волині (Коновка, Студениця, Липчани, Ялтушків, Буша, Блищанка, Вигнанка).
2000—2005 — провадив розкопки поселення в Ржищеві, ур. Рипниця ІІ.
Помер 22 липня 2022 року після тяжкої довготривалої хвороби.

## Праці
Автор понад 100 праць.
Серед них:
- Поселение трипольской культуры Клищев на Южном Буге. — К., 1992 (у співавт.);
- Небелівська група пам'яток трипільської культури // Археологія. — 1993. — № 3;
- Гончарство племен трипільської культури // Давня кераміка України. — К., 2001;
- Расписная керамика томашовской локально-хронологической группы трипольской культуры // Stratum plus. — 2000. — № 2;
- Позднетрипольские памятники Буго-Днепровского междуречья // Stratum plus. — 2004. — № 2;
- Вплив шипинецької локальної групи на формування пам'яток небелівської групи у Буго-Дніпровському межиріччі // Записки НТШ. — 2007. — CCLIII;
- Сучасний стан вивчення культурно-історичної спільності КукутеньТрипілля на території України // О. Кандиба (Ольжич). Т. ІІ: Археологія. — К., 2007.